# 중강군
중강군(中江郡)은 자강도 북부에 있는 군이다. 세종대왕 때에 사군 중 여연군과 우예군이 설치된 국방상 요지였다.

## 역사
현재의 중강군의 영역은 1952년에 재편된 것으로, 1949년에 자강도가 신설될 때까지는 평안북도에 속하고 있었다. 1949년에 자강도로 소속이 옮겨졌고 1952년에 자성군에서 분리해 현재에 이른다. 원래 자성군에 속한 지역으로, 압록강유역의 중강진이라는 곳에 시가지가 형성되었다. 또 일제강점기에는 경찰서·헌병 분대·기상대가 놓여졌고 1933년 1월 13일에는 중강진 기상대에서 한반도의 관측 사상 최저 기온인 -43.6°C를 기록한 바 있다. 이후 1952년 중강진을 중심으로 한 지역이 중강군으로 분리되어 현재에 이른다.

### 연혁
- 1413년 이전 : 동북면 갑산만호부 여연촌(閭延村)
- 1413년 : 영길도 갑산군 여안부(汝安府)
- 1416년 : 함길도 여연군(閭延郡)
- 1417년 : 평안도 여연군
- 1433년 : 여연군 서부에 우예군(虞芮郡), 남부에 자성군 설치
- 1455년 : 여연군, 우예군 폐지. 강계부 편입.
- 1869년 : 평안도 자성군
- 1895년 : 강계부 자성군
- 1896년 : 평안북도 자성군
- 1949년 1월 : 자강도 자성군
- 1952년 12월 : 중강군이 자성군에서 분리되었다.

## 지리 및 기후
한반도 북부, 압록강 상류의 남안에 위치한다. 북쪽은 중화인민공화국, 동쪽·동남쪽은 량강도 김형직군, 서쪽·서남쪽은 자성군과 접한다. 이곳에는 백두산 인근의 삼지연군 다음으로 한반도에서 가장 추운 곳인 중강진(정북진)이 있다. 조선민주주의인민공화국에 있는 지역이지만, 대한민국 신문의 일기 예보에도 이곳의 최저 기온이 게재된다. 1월 평균기온은 -15.9 °C이고 7월 평균기온은 22.9 °C이다. 최저 기온이 -43.6°C에 달한 적도 있다. 반면에 여름의 최고 기온은 영상 40.2°C에 달한 적도 있다.
| 중강군의 기후                                                                   | 중강군의 기후 | 중강군의 기후 | 중강군의 기후 | 중강군의 기후 | 중강군의 기후 | 중강군의 기후 | 중강군의 기후 | 중강군의 기후 | 중강군의 기후 | 중강군의 기후 | 중강군의 기후 | 중강군의 기후 | 중강군의 기후 |
| 월                                                                              | 1월           | 2월           | 3월           | 4월           | 5월           | 6월           | 7월           | 8월           | 9월           | 10월          | 11월          | 12월          | 연간          |
| ------------------------------------------------------------------------------- | ------------- | ------------- | ------------- | ------------- | ------------- | ------------- | ------------- | ------------- | ------------- | ------------- | ------------- | ------------- | ------------- |
| 역대 최고 기온 °C (°F)                                                          | 6.0 (42.8)    | 12.0 (53.6)   | 21.5 (70.7)   | 31.0 (87.8)   | 34.0 (93.2)   | 36.1 (97.0)   | 40.2 (104.4)  | 39.0 (102.2)  | 31.0 (87.8)   | 28.1 (82.6)   | 19.0 (66.2)   | 10.2 (50.4)   | 40.2 (104.4)  |
| 일평균 최고 기온 °C (°F)                                                        | −7.5 (18.5)   | −1.8 (28.8)   | 5.9 (42.6)    | 15.2 (59.4)   | 22.7 (72.9)   | 26.5 (79.7)   | 28.9 (84.0)   | 28.2 (82.8)   | 23.4 (74.1)   | 15.6 (60.1)   | 3.9 (39.0)    | −5.4 (22.3)   | 13.0 (55.4)   |
| 일일 평균 기온 °C (°F)                                                          | −15.9 (3.4)   | −10.2 (13.6)  | −0.9 (30.4)   | 7.7 (45.9)    | 14.9 (58.8)   | 19.6 (67.3)   | 22.9 (73.2)   | 21.8 (71.2)   | 15.4 (59.7)   | 7.3 (45.1)    | −2.3 (27.9)   | −12.6 (9.3)   | 5.6 (42.1)    |
| 일평균 최저 기온 °C (°F)                                                        | −22.8 (−9.0)  | −17.9 (−0.2)  | −7.4 (18.7)   | 0.8 (33.4)    | 8.0 (46.4)    | 13.9 (57.0)   | 18.3 (64.9)   | 17.3 (63.1)   | 9.7 (49.5)    | 0.9 (33.6)    | −7.5 (18.5)   | −18.8 (−1.8)  | −0.5 (31.1)   |
| 역대 최저 기온 °C (°F)                                                          | −43.6 (−46.5) | −36.1 (−33.0) | −32.2 (−26.0) | −12.8 (9.0)   | −5.2 (22.6)   | 4.7 (40.5)    | 9.0 (48.2)    | 4.1 (39.4)    | −2.5 (27.5)   | −13.2 (8.2)   | −30.0 (−22.0) | −36.1 (−33.0) | −43.6 (−46.5) |
| 평균 강수량 mm (인치)                                                           | 4.8 (0.19)    | 9.1 (0.36)    | 17.4 (0.69)   | 32.3 (1.27)   | 62.7 (2.47)   | 89.8 (3.54)   | 172.7 (6.80)  | 150.1 (5.91)  | 60.8 (2.39)   | 33.7 (1.33)   | 27.5 (1.08)   | 12.8 (0.50)   | 673.7 (26.52) |
| 평균 강수일수 (≥ 0.1 mm)                                                        | 3.2           | 3.7           | 4.9           | 6.4           | 8.9           | 10.2          | 11.4          | 9.8           | 5.9           | 6.0           | 6.0           | 5.3           | 81.7          |
| 평균 강설일수                                                                   | 4.8           | 5.0           | 4.7           | 1.5           | 0.0           | 0.0           | 0.0           | 0.0           | 0.1           | 0.5           | 4.8           | 6.6           | 28.0          |
| 평균 상대 습도 (%)                                                              | 78.9          | 74.3          | 69.0          | 64.8          | 68.6          | 76.7          | 82.0          | 82.4          | 78.4          | 73.6          | 77.0          | 78.0          | 75.3          |
| 평균 월간 일조시간                                                              | 151           | 158           | 188           | 184           | 192           | 168           | 155           | 149           | 148           | 169           | 130           | 128           | 1,920         |
| 출처 1: 대한민국 기상청 (평균값, 1991년~2020년)                                 |               |               |               |               |               |               |               |               |               |               |               |               |               |
| 출처 2: 독일 기상청 (일조시간, 1961년~1990년), Meteo Climat (극값, 1915년~현재) |               |               |               |               |               |               |               |               |               |               |               |               |               |

## 산업
숲이 우거져 있기 때문에 뗏목과 임업이 발달해 있다.

## 행정구역
1읍 1구 8리로 구성된다.
- 중강읍 (中江邑)
- 호하로동자구 (湖下勞動者區)
- 중상리 (中上里)
- 건하리 (乾下里)
- 장흥리 (獐興里)
- 상장리 (上長里)
- 중덕리 (中德里)
- 장성리 (長城里)
- 토성리 (土城里)
- 오수리 (烏首里)

## 같이 보기
- 조선민주주의인민공화국의 지리
- 조선민주주의인민공화국의 행정 구역